# Heinrich von Beeck

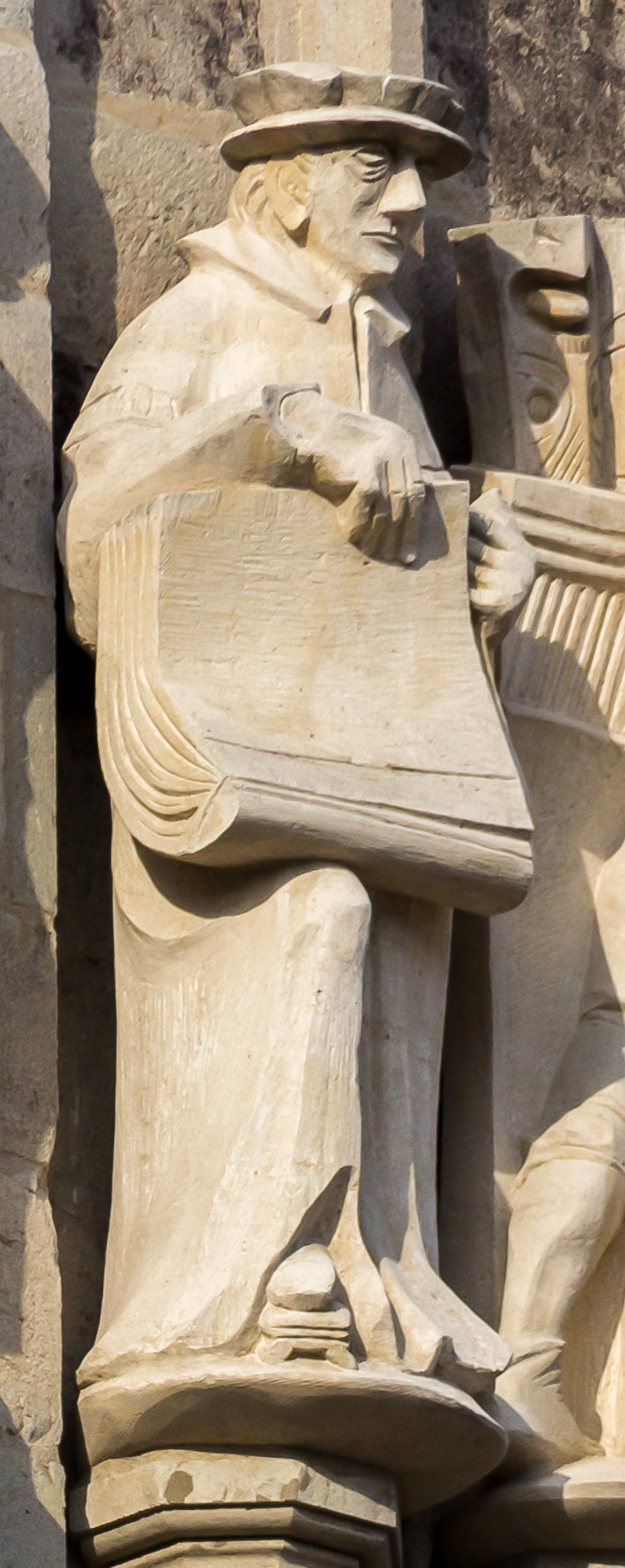
Rathausturm Köln: Heinrich von Beeck

Heinrich von Beeck (auch Heinrich van Beeck, Henri van Beeck, Henricus von Beeck) war ein Kölner Chronist des 15. Jahrhunderts. In den Jahren 1469 bis 1472 verfasste er die Kölner Reimchronik Agrippina und ließ unter seiner Aufsicht mit eigenhändiger Unterschrift beurkundete Kopien in Schönschrift anfertigen. Die Agrippina, die die Geschichte der Stadt von den Anfängen bis ins Jahr 1419 darstellt, gilt als eine der wesentlichsten Quellen der Koelhoffschen Chronik von 1499. Die von Beecksche-Chronik zeugt vom Selbstverständnis und der herausgehobenen Stellung Kölns in der Zeit unmittelbar vor der Erhebung der Stadt in den Reichsstand durch Kaiser Friedrich III. im Jahr 1475.
Über die Person Heinrich von Beecks ist in der Forschung wenig bekannt. Man nimmt aufgrund seines Namens an, dass er aus Holland stammt. Von 1471 bis etwa 1475 war Beeck in Mainz als Kaufhausmeister tätig. In seiner Chronik erwähnt er Handschriften des Stifts Sankt Alban vor Mainz, die er eingesehen habe.
Im Rahmen der Neukonzeption des Figurenschmucks am Kölner Rathausturm wurde Heinrich von Beeck mit einer Figur von Hans Karl Burgeff als eine der Um die Stadt verdiente Persönlichkeiten geehrt, die sich seit 1990 im ersten Obergeschoss auf der Nordseite des Turmes befindet. Die am 23. Januar 1990 übergebene Figur konnte durch eine Spende der Annemarie- und Helmut Börner-Stiftung realisiert werden.

## Werke
- 1469 bis 1472: Agrippina – Chronica civitatis Coloniensis. Manuskript: Köln, Historisches Archiv der Stadt Köln, Chroniken und Darstellungen, Nr. 19–24